# 六祖堂
六祖堂，位于中国广东省湛江市雷州市雷城镇灵山里，为湛江市雷州市的一个市级文物保护单位，类型为古建筑，公布时间为1994年9月13日。
六祖堂的历史年代为元代。